# Sandmühle (Arzberg)
Sandmühle ist ein Gemeindeteil der Stadt Arzberg im Landkreis Wunsiedel im Fichtelgebirge (Oberfranken, Bayern).

## Lage
Das Dorf Sandmühle liegt zwischen Bergnersreuth und der Flittermühle am Flitterbach. Das Dorf besteht aus 14 Häusern, von denen 13 bewohnt sind. Das Dorf hat einen Tennisplatz und eine Biogasanlage. Gemeindeverbindungsstraßen führen nach Bergnersreuth zur Staatsstraße 2176 und diese kreuzend nach Röthenbach. Der Mühlenweg des Fichtelgebirgsvereins nutzt Wege zwischen Karlmühle und der Flittermühle bei Bodenhaus und Märzenhaus.

## Geschichte
Die Mühle gehörte im 14. Jahrhundert zum Rittergut Röthenbach.